# Пиорри, Пьер Адольф
Пьер Адольф Пиорри (31 декабря 1794 — 29 мая 1879) — французский врач. Член Парижского медицинского общества (со 2 марта 1819) и Парижской медицинской академии (с момента её основания в 1820). Изобрел плексиметрию (плессиметр, 1826), ввел термины токсин, токсемия, септицемия, пиемия и уремия.

## Биография
Родился в Пуатье. Изучал медицину в Париже. Его наставниками были Жан-Никола Корвизар (1755—1821), Гаспар-Лорент Байл (1774—1816), Франсуа Бруссе (1772—1838) и Франсуа Мажанди (1783—1855). Еще будучи студентом, Пиорри участвовал в Наполеоновских войнах в Испании.
В 1816 году он получил степень доктора, затем стал профессором. В 1832 получил назначение в Сальпетриер, где проводил клинические лекции.
Пиорри считал, что диабетики теряют вес из-за потери сахара с мочой. Он рекомендовал диабетикам принимать сахар в больших количествах. Этот опасный совет стал причиной смерти и был дискредитирован в качестве лечения диетой.